# St. Vitus (Heckfeld)

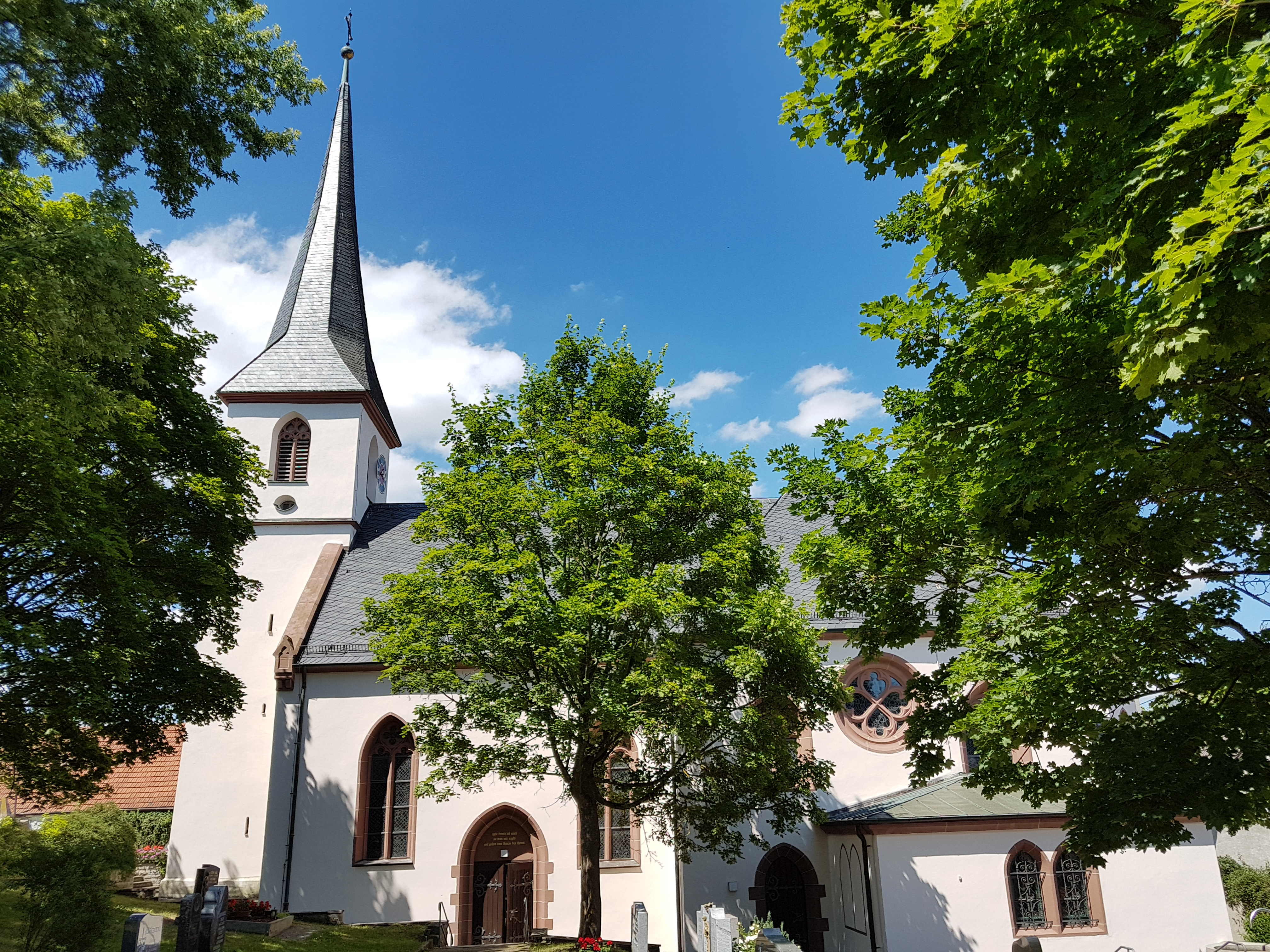
St. Vitus in Heckfeld (2017)

Die römisch-katholische Pfarrkirche St. Vitus wurde 1604 in Heckfeld durch den Würzburger Fürstbischof Julius Echter erbaut.

## Geschichte
An dem Ort der 1604 erbauten Vituskirche wird ein Vorgängerbau angenommen, vermutlich ein kleines Kirchlein. 1894 kam es zu einer Erweiterung der Kirche. Ebenfalls 1894 erhielt die Kirche eine Veit-Orgel und 1896 den Josefsaltar. Die letzte größere Renovierung fand im Jahre 1970 statt. Es kam zu einem Einbau neuer Farbglasfenstern von Franz Dewalt und einer bronzenen Madonna des Bildhauers Otto Sonnleitner.
Die Heckfelder Vituskirche gehört zur Seelsorgeeinheit Lauda-Königshofen, die dem Dekanat Tauberbischofsheim des Erzbistums Freiburg zugeordnet ist.

## Kirchenbau und Ausstattung

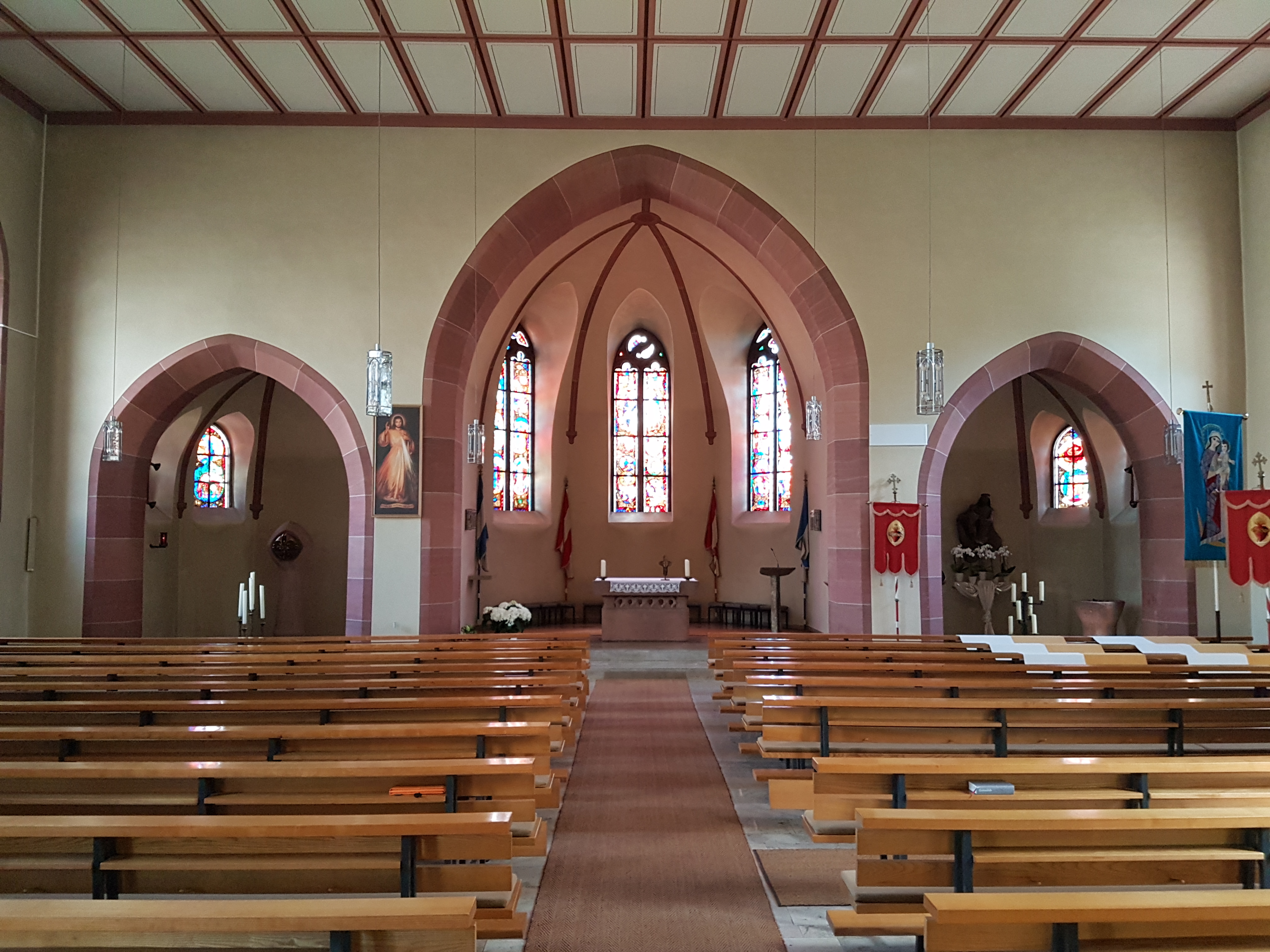
Innenansicht, Altäre

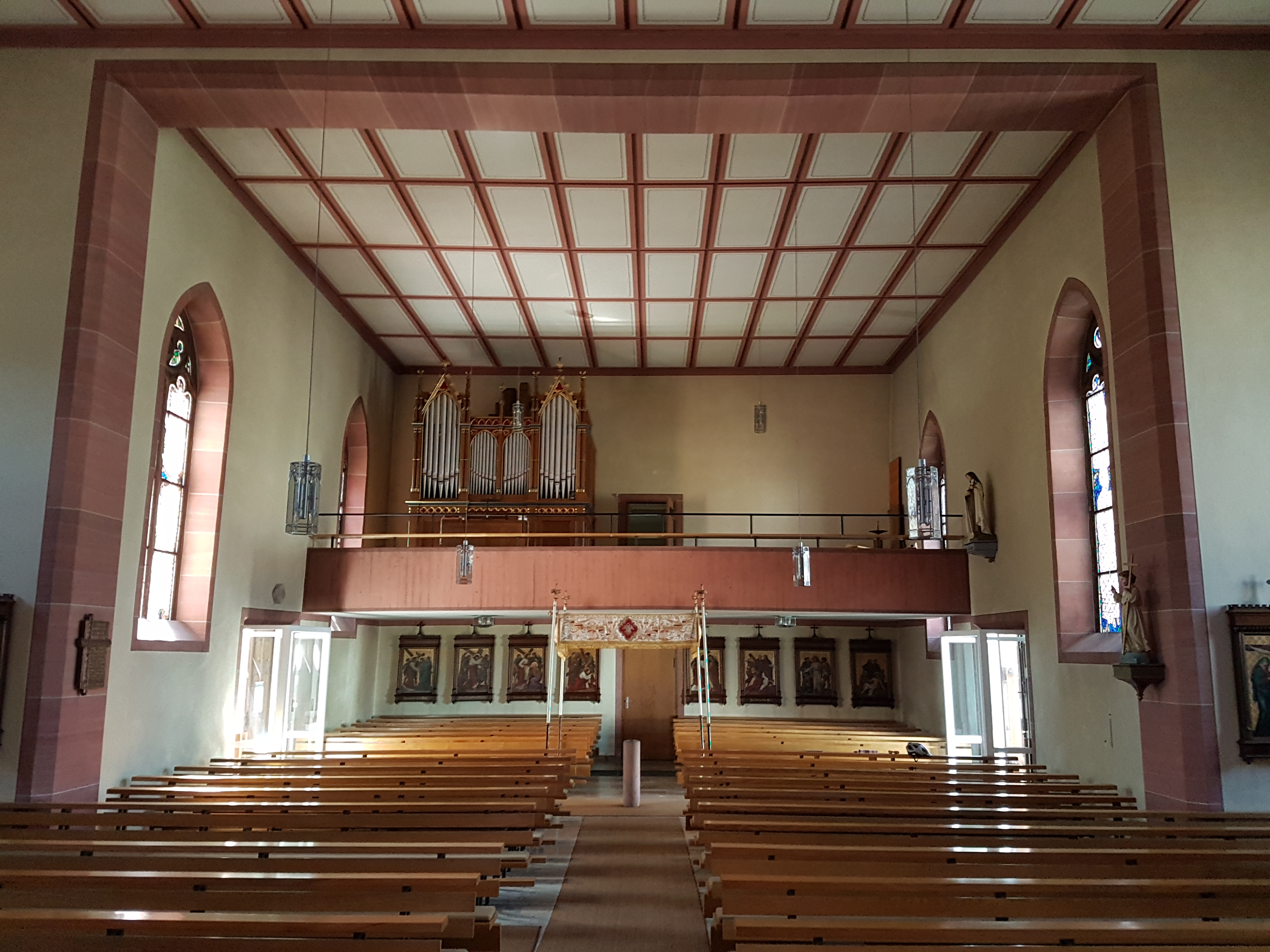
Innenansicht, Empore und Orgel

### Kirchturm
Im Mauerwerk des Kirchturmes, der in seinem Untergeschoss romanisch ist und im Obergeschoss spätgotische Maßwerkfenster hat, ist ein romanisches Tierrelief (Bestie zur Abwehr des Bösen) eingemauert, das heute noch sichtbar ist.

### Altäre
Bei Miltenberg wurde der Altar aus Sandstein gebrochen und in der Werkstatt von Frido Lehr in Karlsruhe künstlerisch gestaltet. 1896 wurde der Josefsaltar durch den Künstler Thomas Buscher gestaltet.

### Fenster
Die Fenster der Kirche stammen von der Heidelberger Glasmalerei P. Meysen. Künstlerisch gestaltet wurden sie von Franz Dewald in Grötzingen. Die neuen Farbglasfenstern aus dem Jahre 1970 stammen von Franz Dewalt.

### Glocken
Die Pfarrkirche St. Vitus verfügt über ein vierstimmiges Geläut.

### Orgel
Die Kirche enthält eine Veit-Orgel. Dabei handelt es sich um eine pneumatische Kegelladenorgel.

### Gedenktafeln

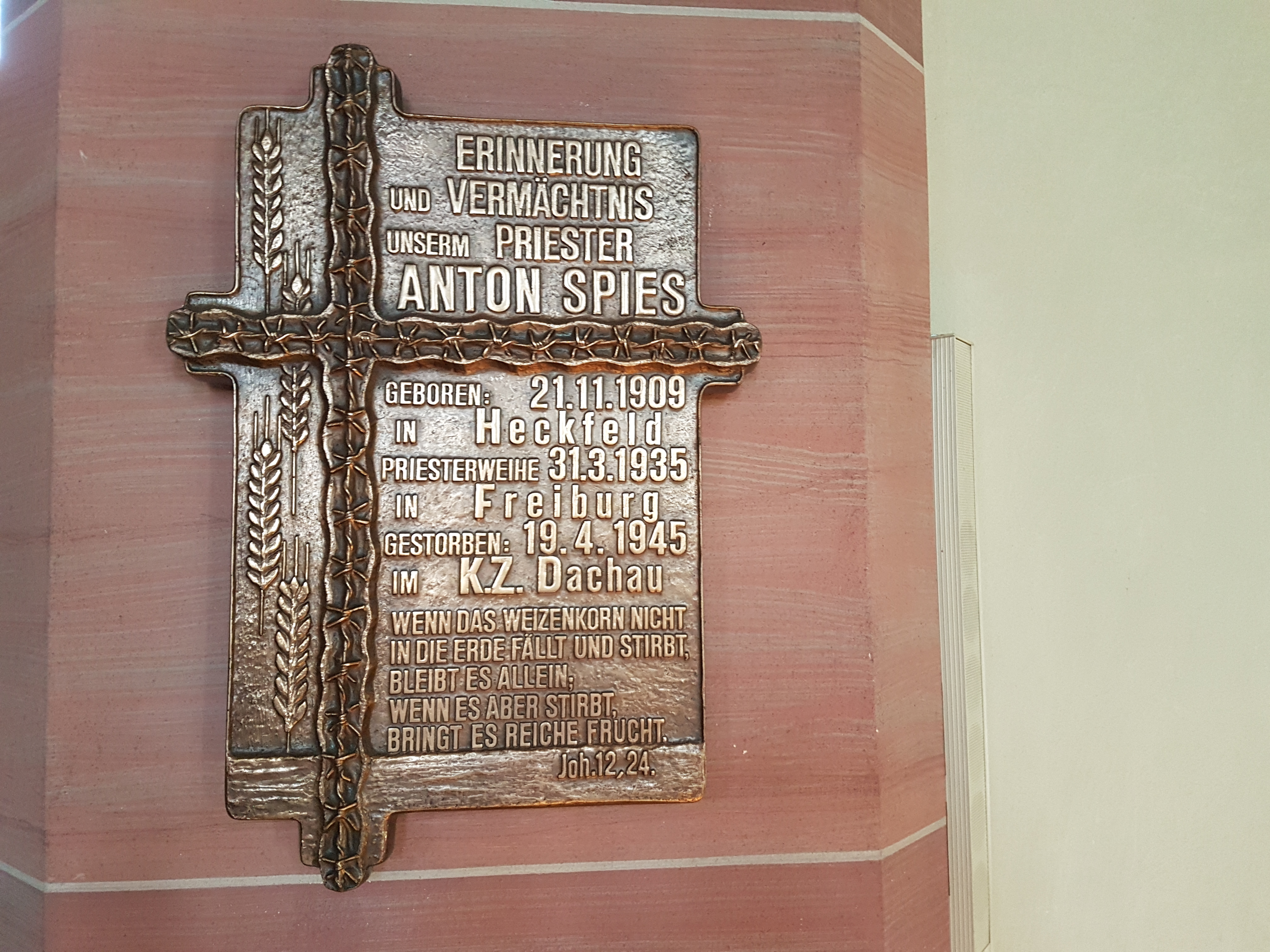
Gedenktafel für Anton Spies in der Heckfelder Kirche

Im Kircheninneren befindet sich eine Gedenktafel für Anton Spies (* 21. November 1909; † 19. April 1945), Pfarrvikar und Märtyrer der Pfarrgemeinde Heckfeld, der im Konzentrationslager Dachau drei Tage vor der ersehnten Befreiung durch die Amerikaner starb.

### Kreuzweg

Die 14 Kreuzwegstationen in der Heckfelder Pfarrkirche St. Vitus
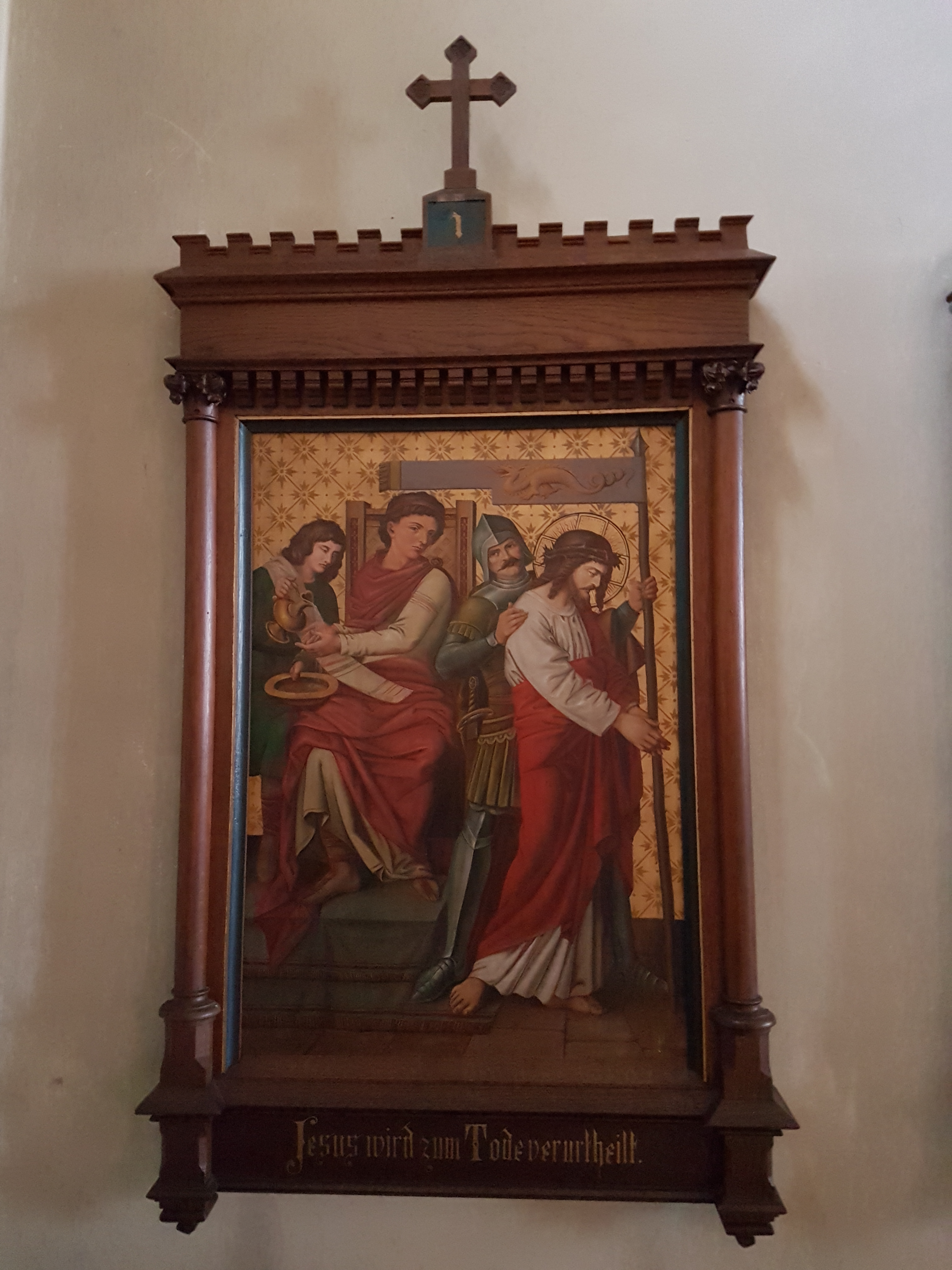
I. Jesus wird zum Tode verurteilt
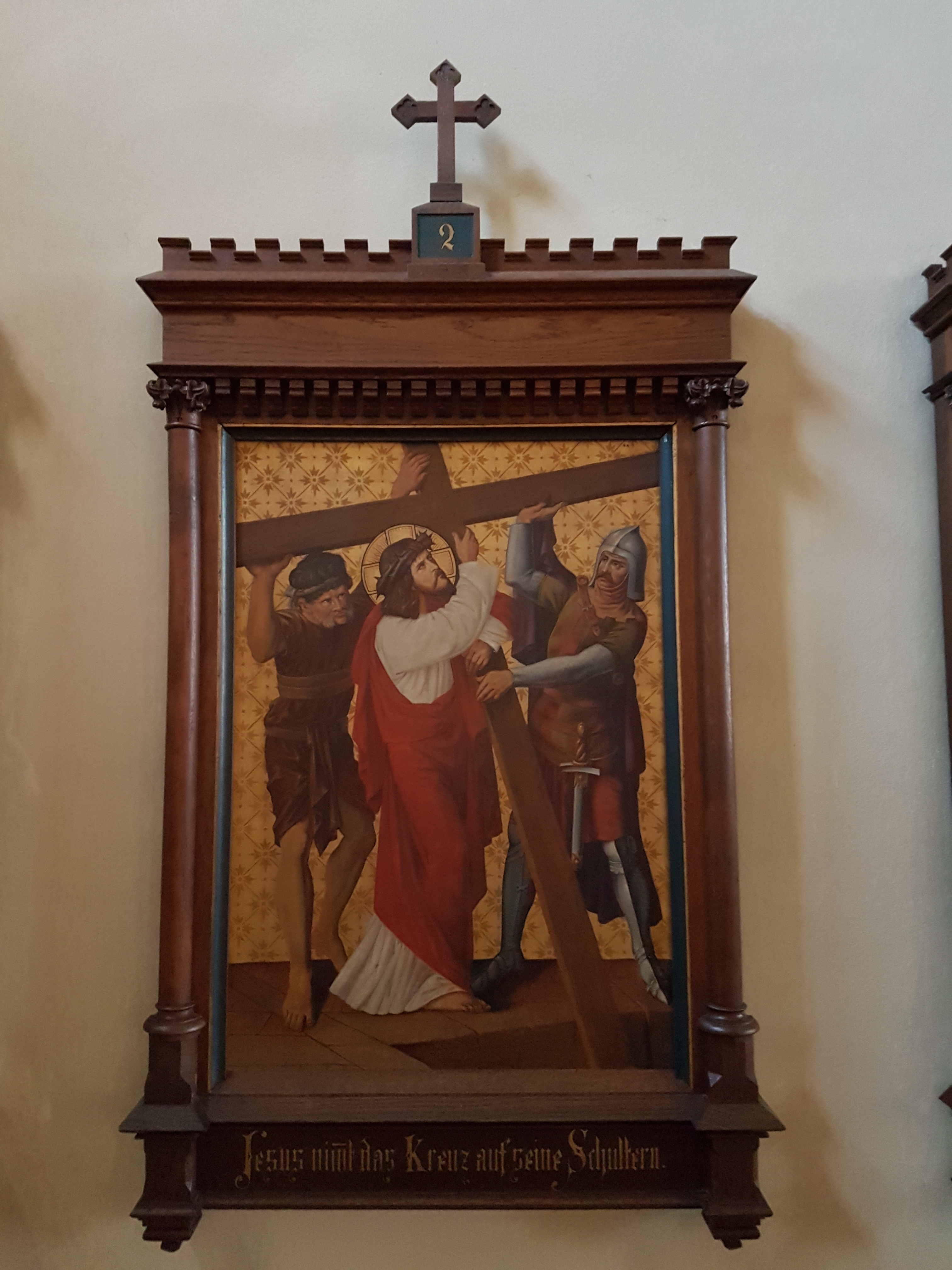
II. Jesus nimmt das Kreuz auf seine Schultern
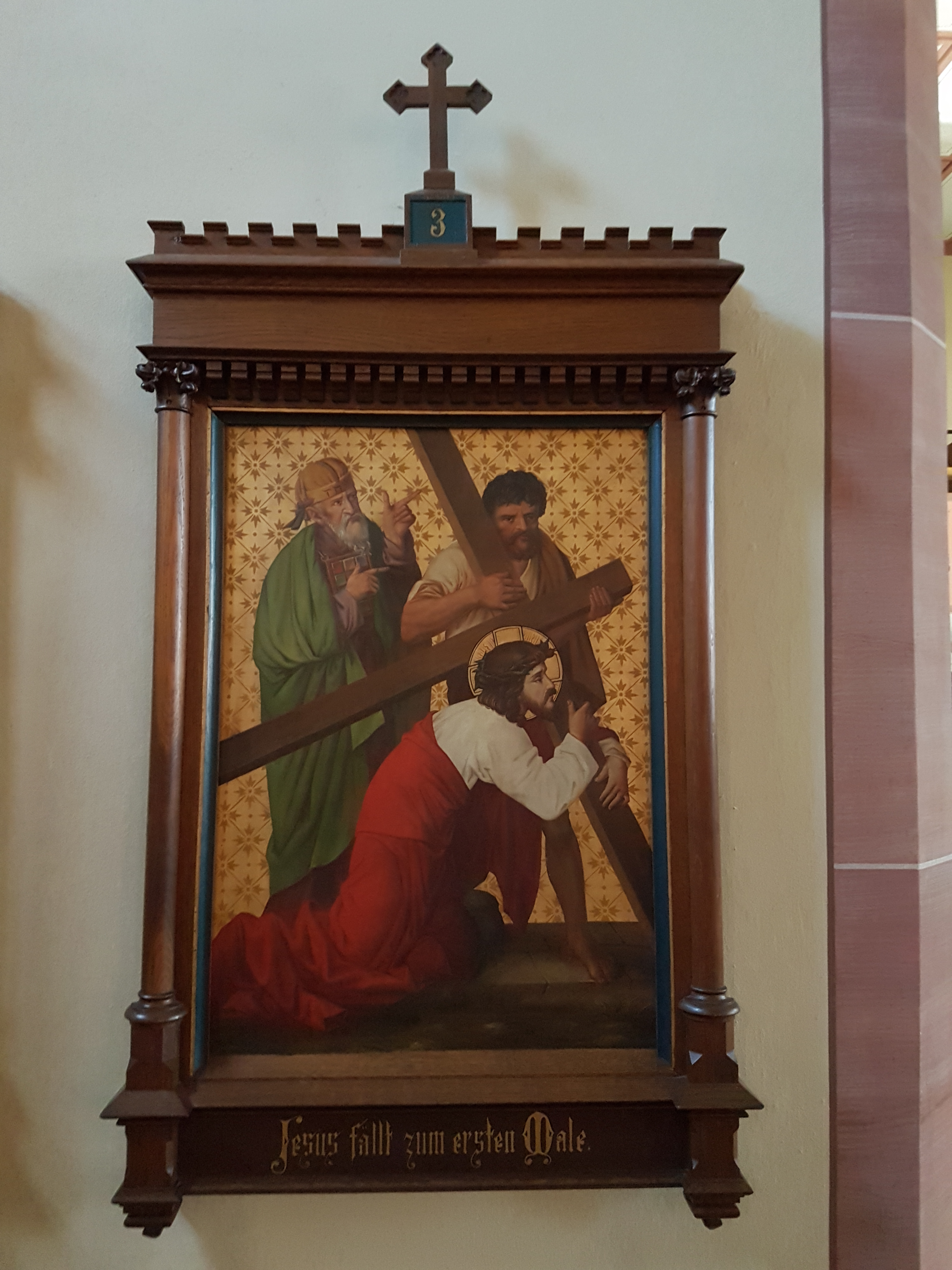
III. Jesus fällt zum ersten Male
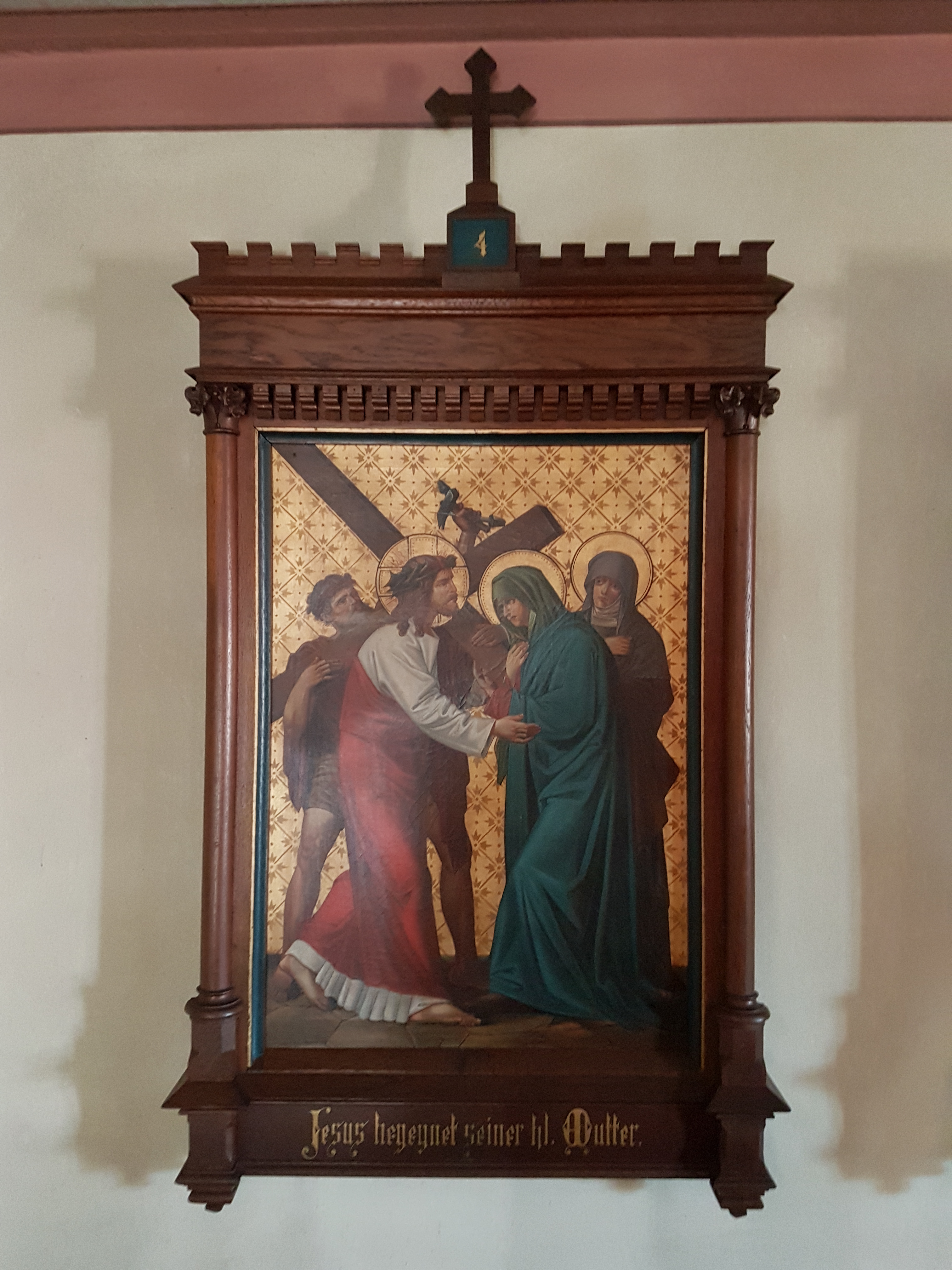
IV. Jesus begegnet seiner hl. Mutter
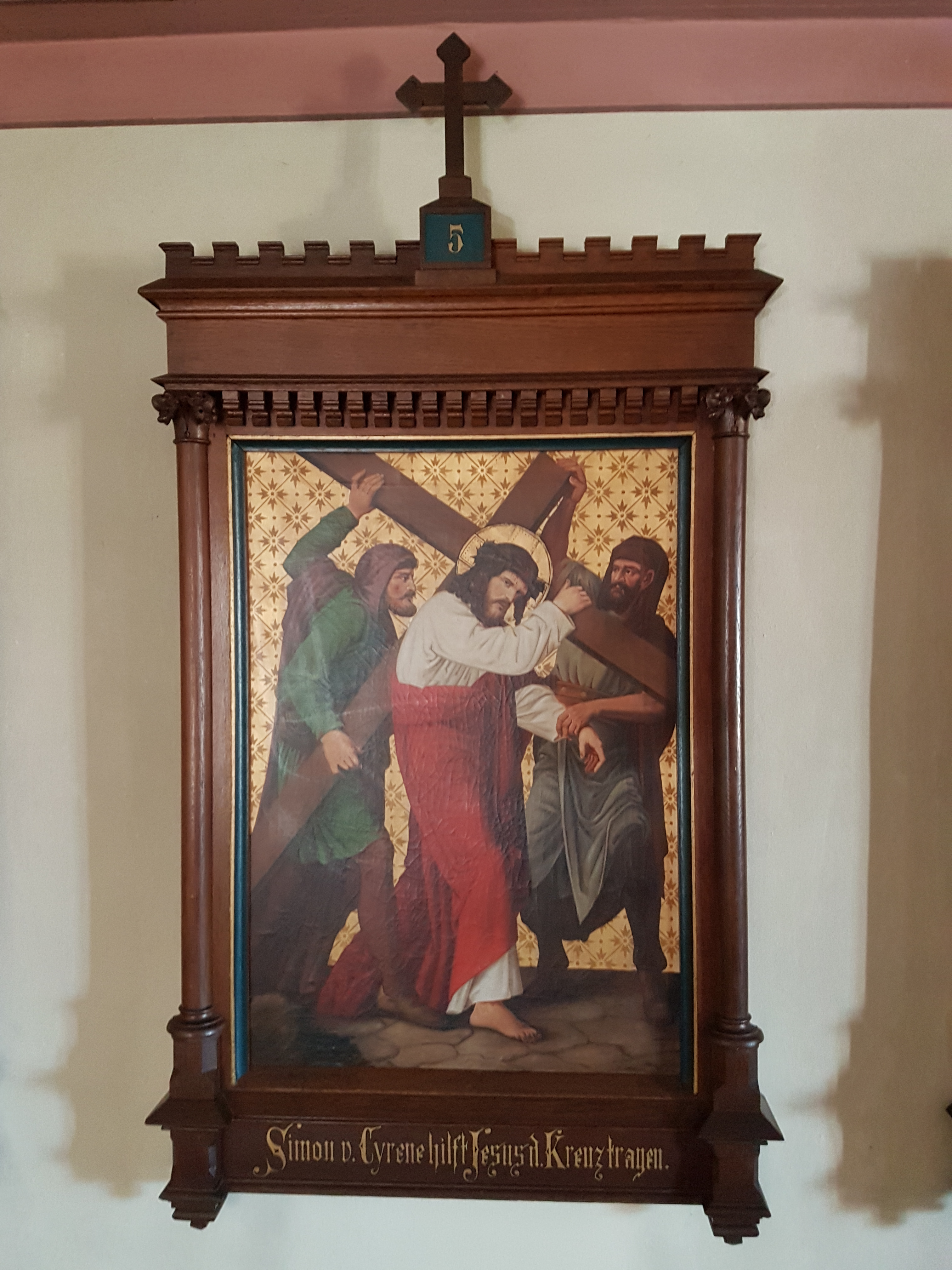
V. Simon von Cyrene hilft Jesus das Kreuz tragen
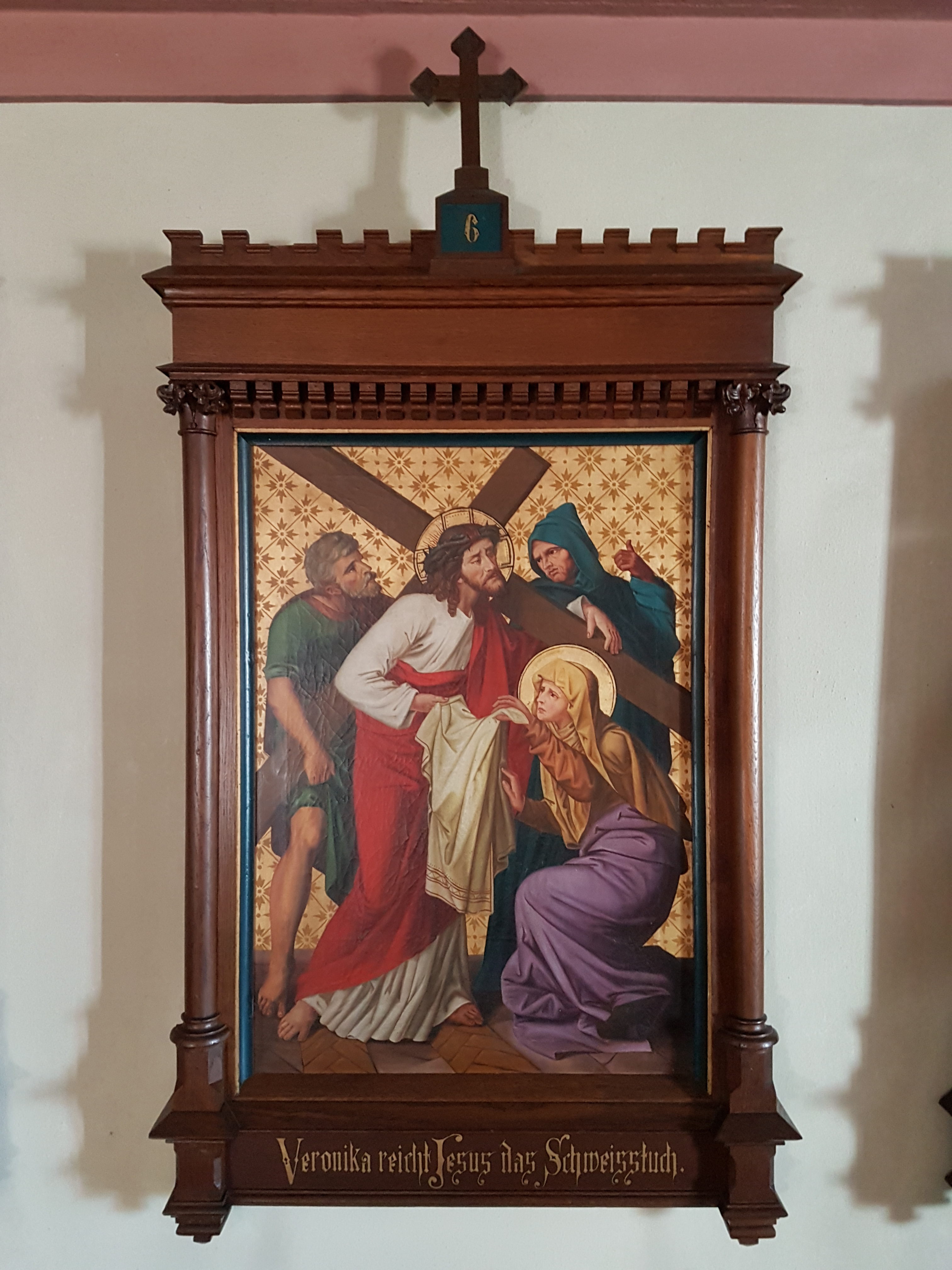
VI. Veronika reicht Jesus das Schweißtuch
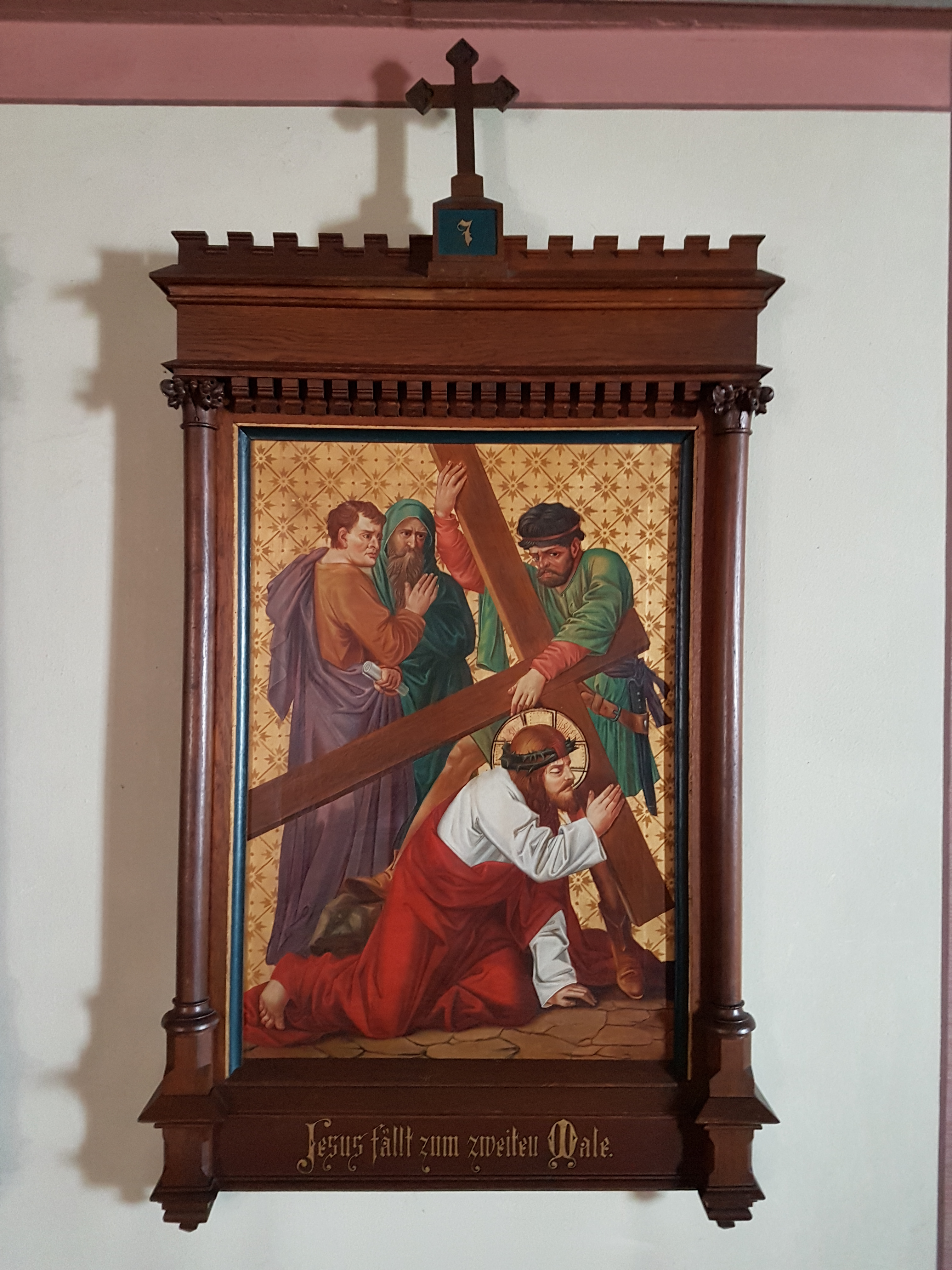
VII. Jesus fällt zum zweiten Male
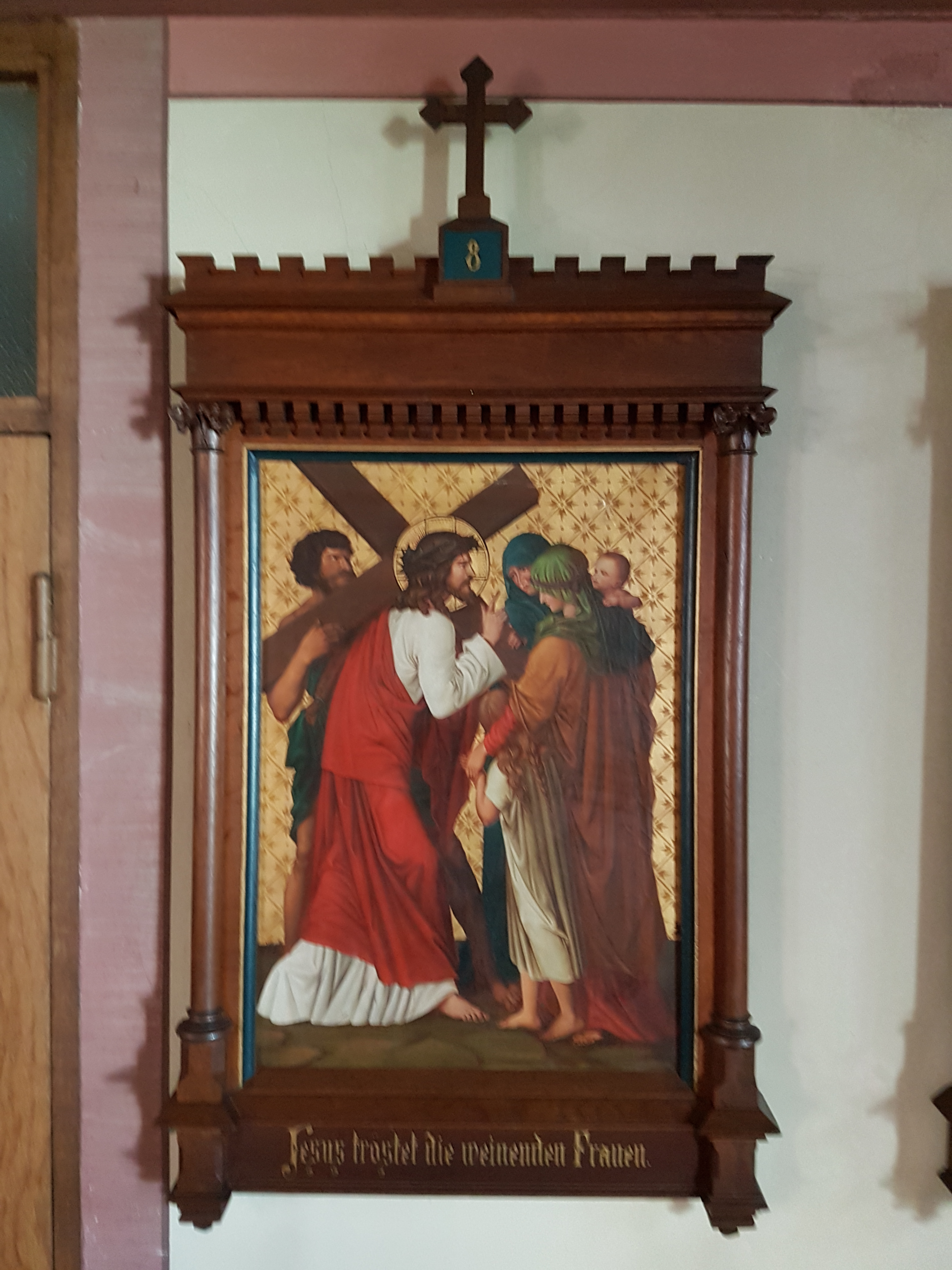
VIII. Jesus tröstet die weinenden Frauen
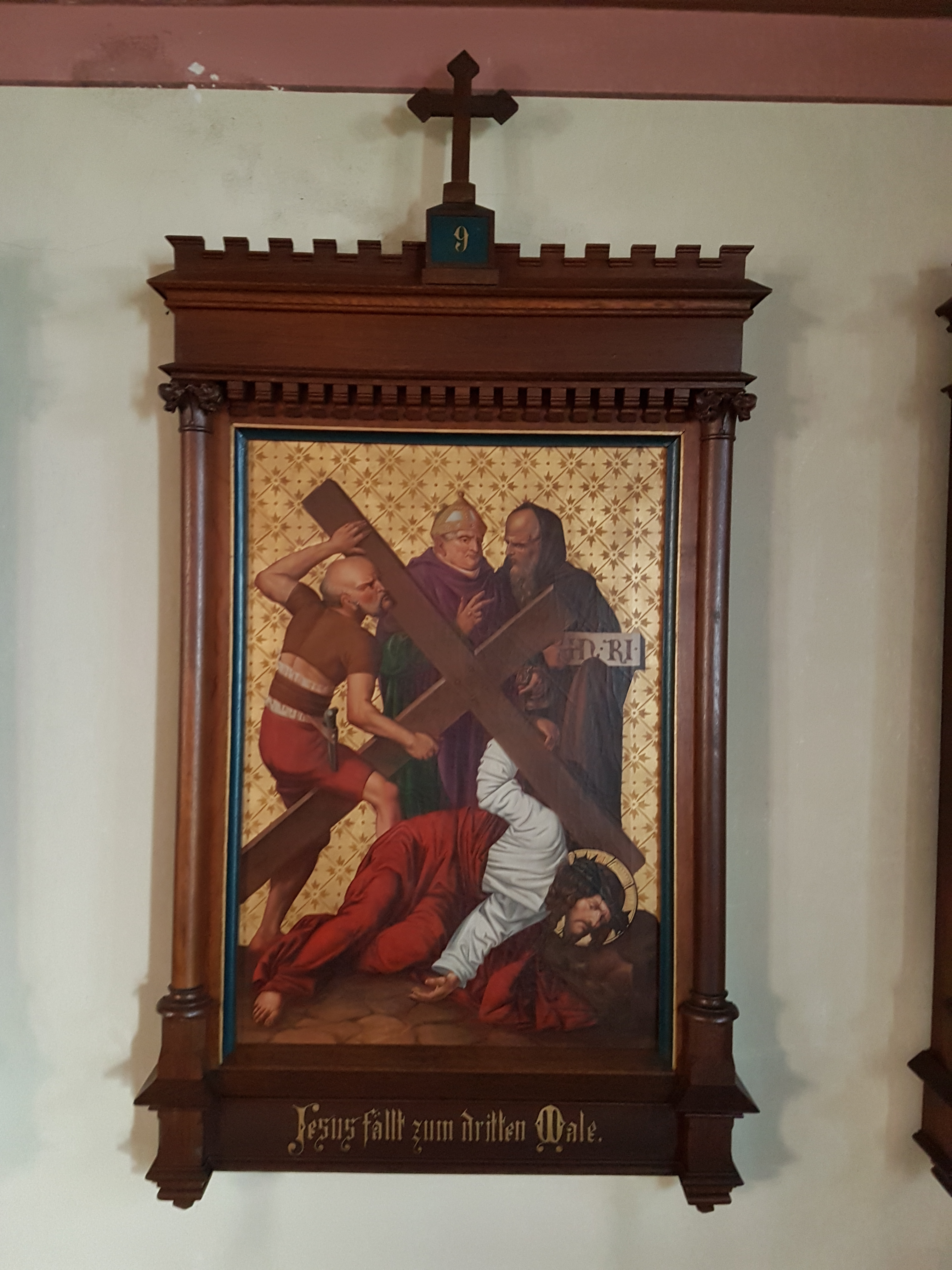
IX. Jesus fällt zum dritten Male
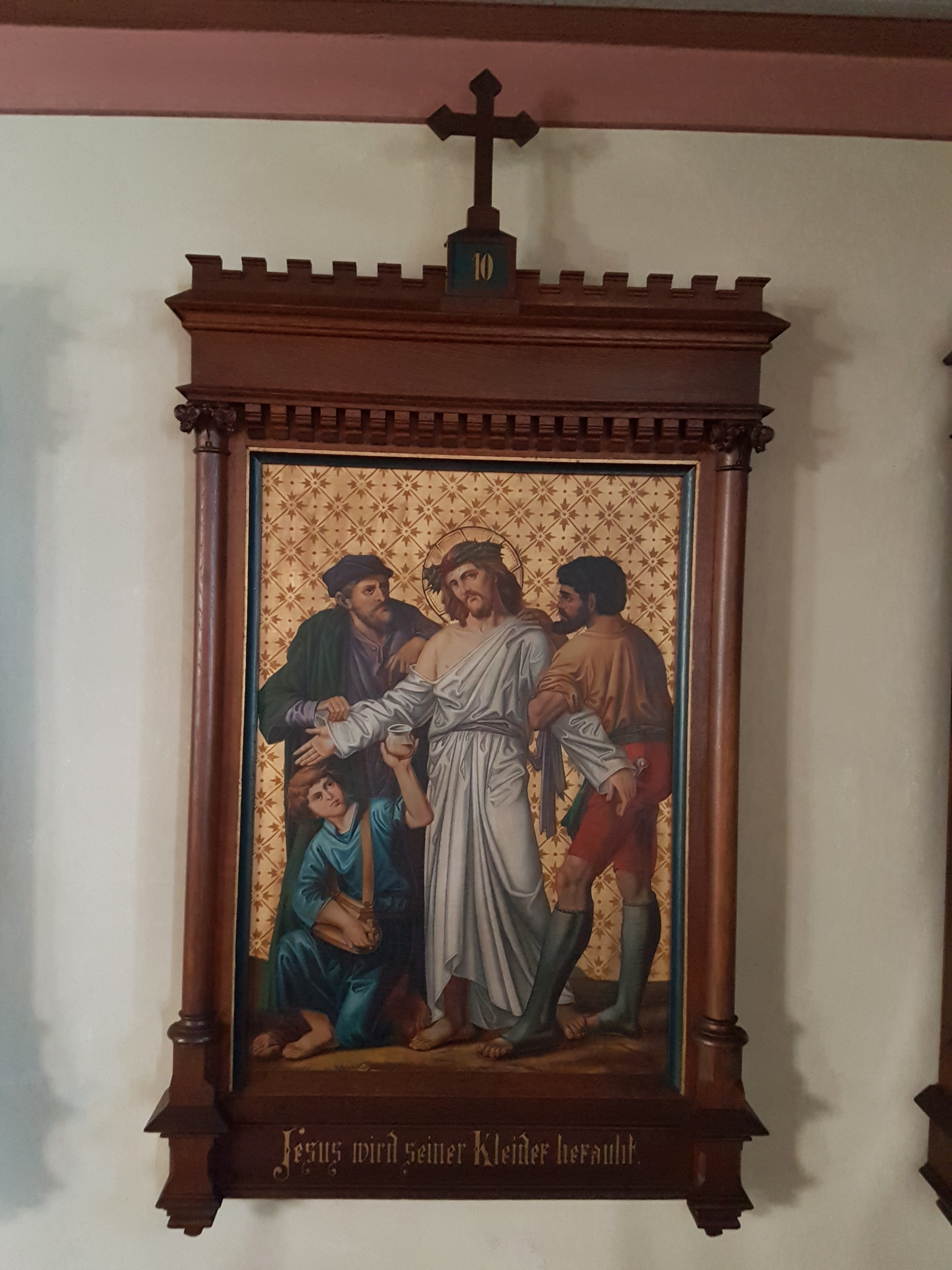
X. Jesus wird seiner Kleider beraubt
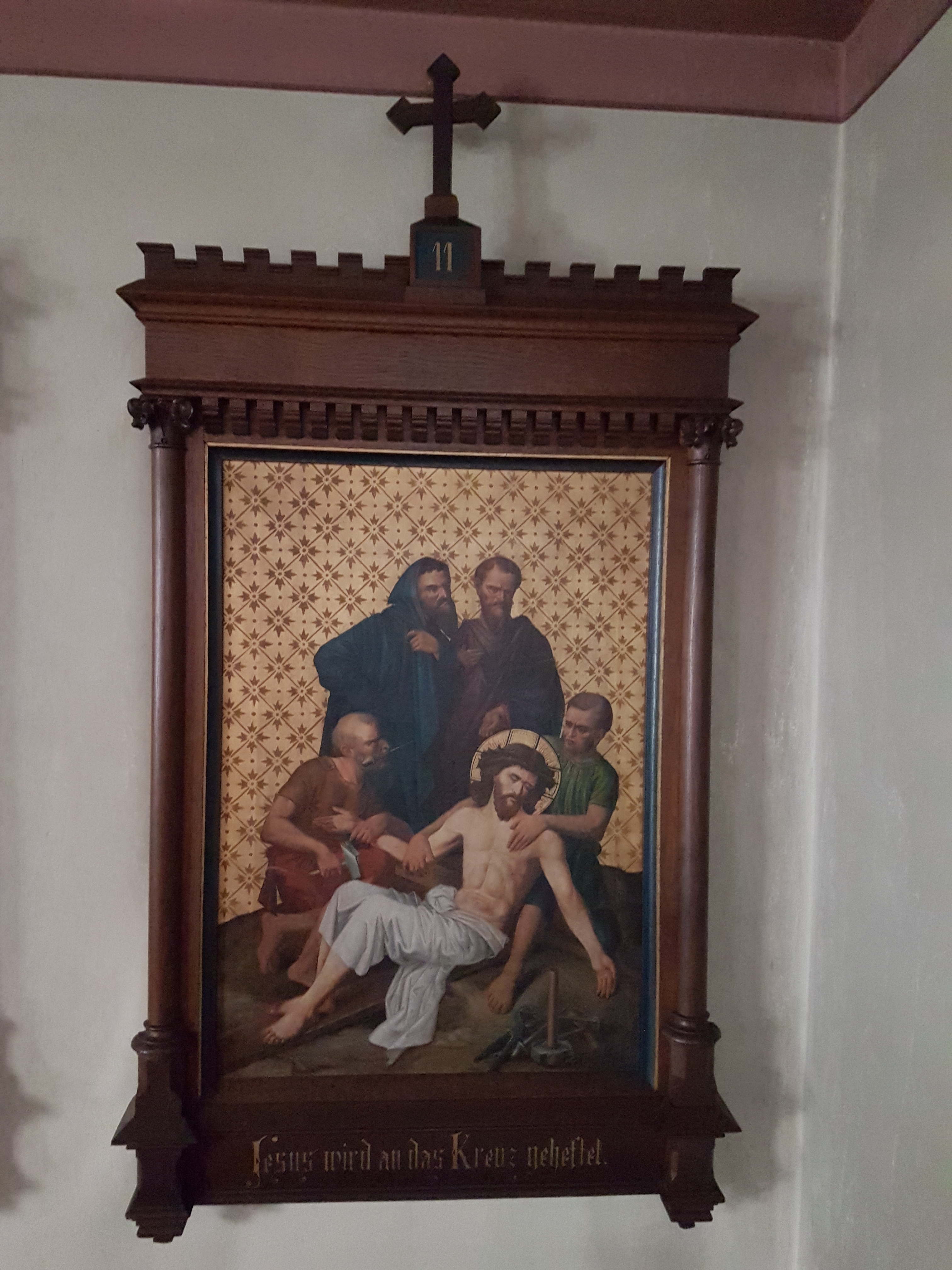
XI. Jesus wird an das Kreuz geheftet
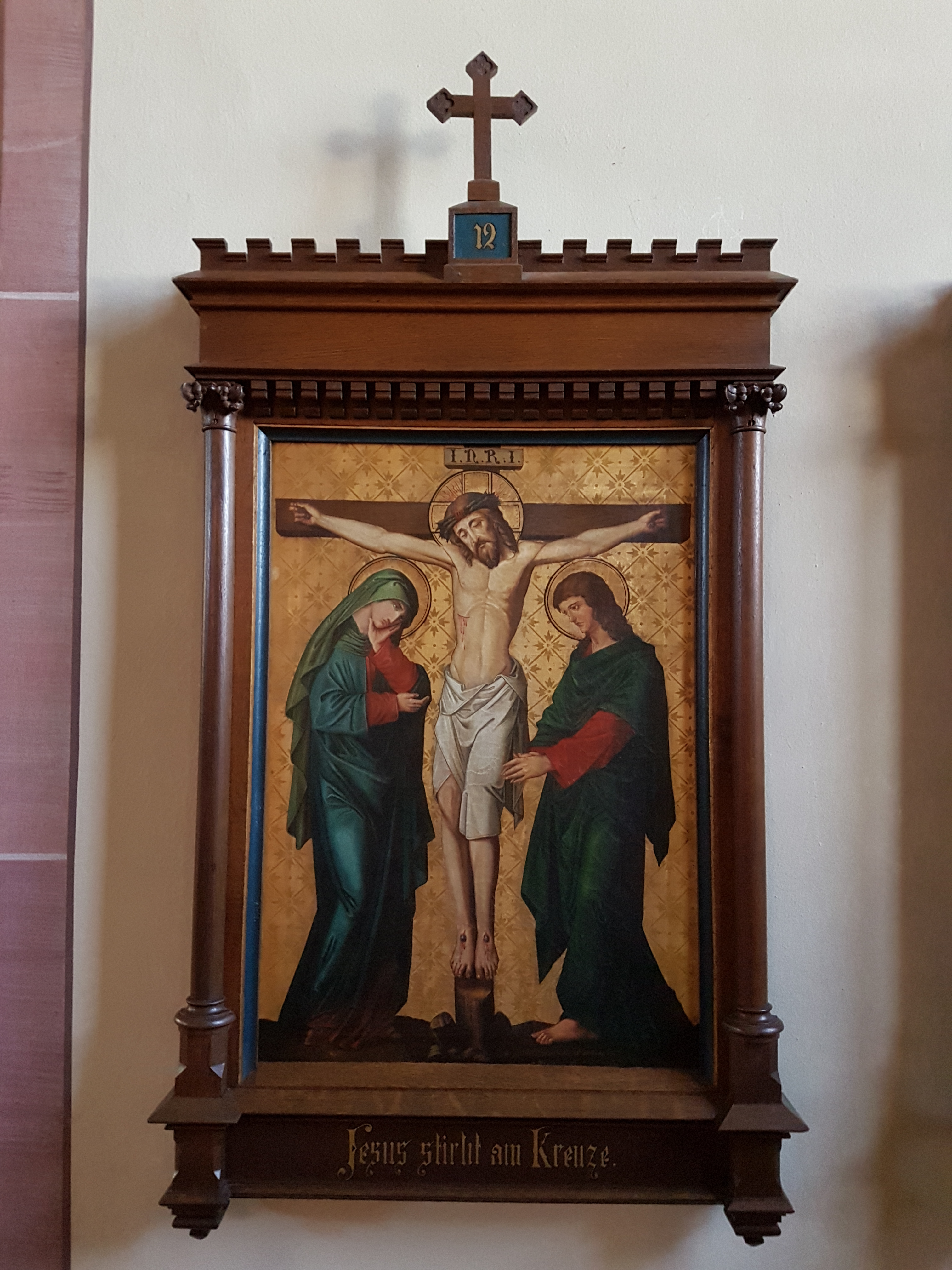
XII. Jesus stirbt am Kreuze
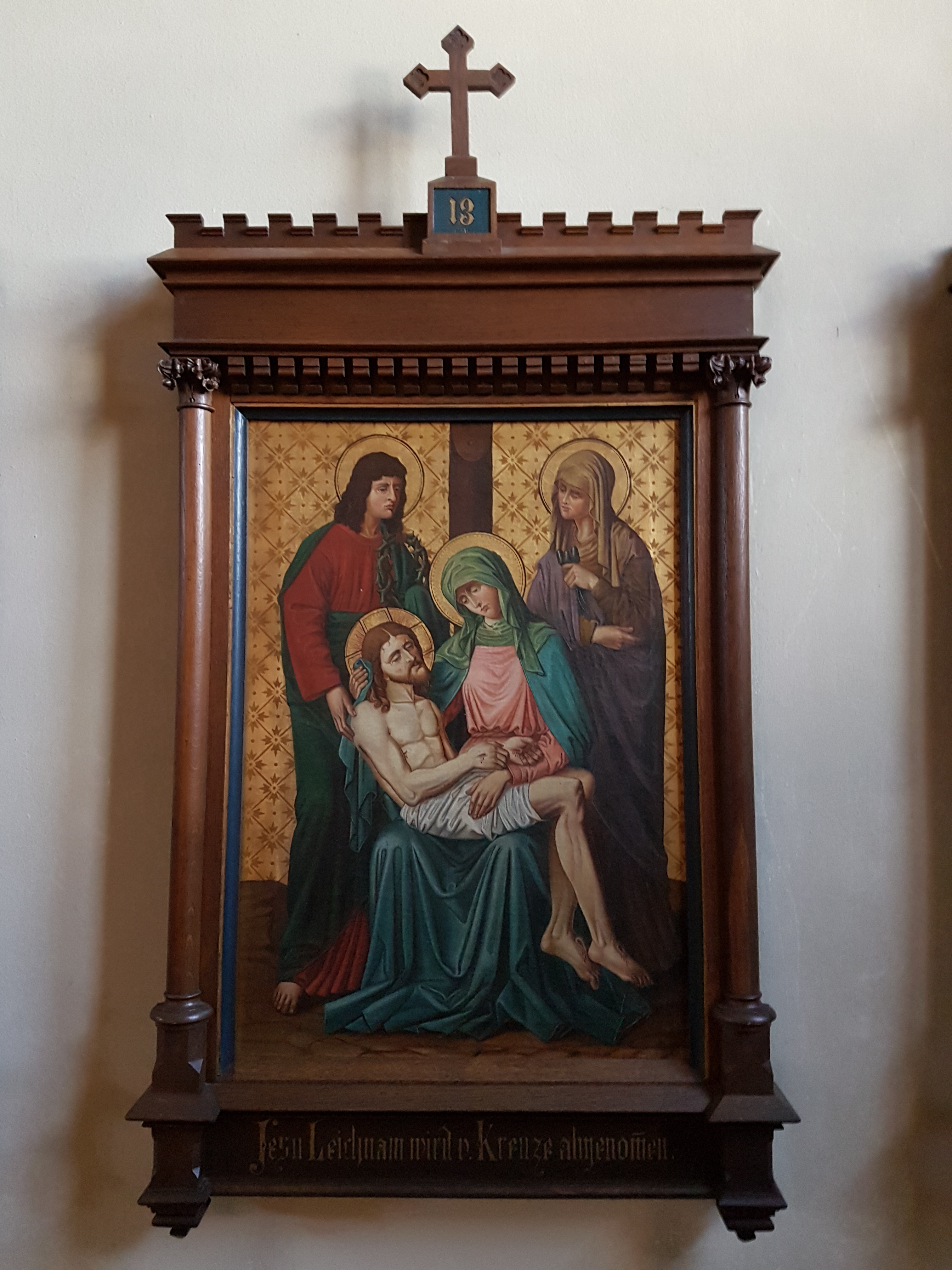
XIII. Der Leichnam Jesu wird vom Kreuze abgenommen
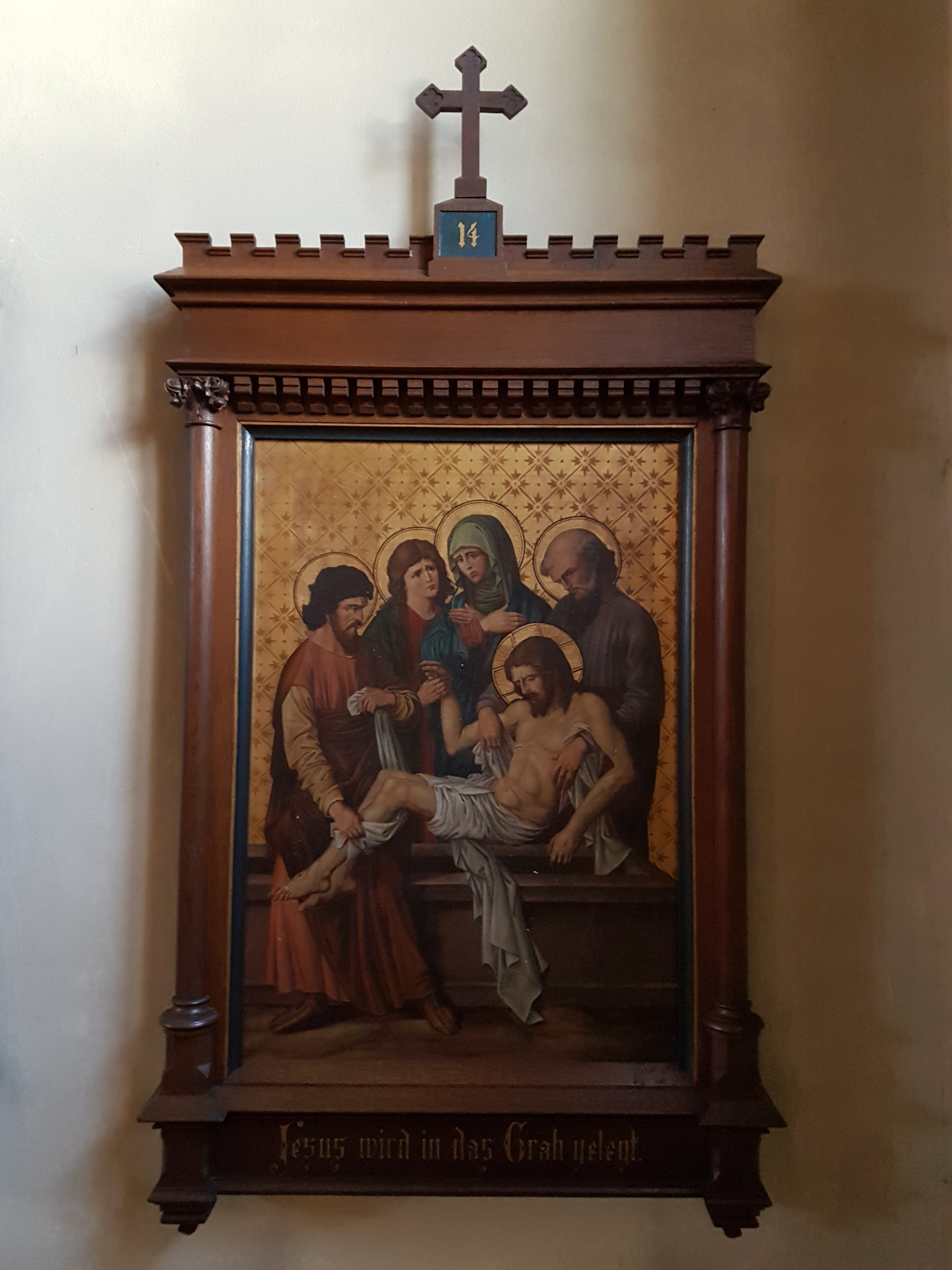
XIV. Jesus wird in das Grab gelegt